# Hitzekrebs
Als Hitzekrebs bezeichnet man Haut- beziehungsweise Schleimhaut-Karzinome, die durch jahrelange Einwirkung von Hitze verursacht werden.

## Beispiele und Pathogenese
Die bekannteste durch chronische Hitzeeinwirkung induzierte Krebserkrankung ist der Kangri-Krebs. Dabei handelt es sich um ein im Kaschmir-Tal beobachtetes Hautkarzinom, das als Folge lang andauernder Hitzeeinwirkung eines unter der Kleidung getragenen Kohlenöfchens – des Kangri – verursacht wird. Die Hitzeeinwirkung erzeugt zunächst netzartige Pigmentierungen der Haut, ein sogenanntes Erythema ab igne bzw. Buschke-Hitzemelanose. Wird das Erythema ab igne chronisch, so kann sich daraus nach vielen Jahren ein Plattenepithelkarzinom (Spinaliom) bilden. Diese Tumoren sind hochaggressiv.
Auch die chronische Anwendung von Wärmflaschen auf dem Bauch kann über viele Jahre hinweg und die Zwischenstufe Erythema ab igne Plattenepithelkarzinome erzeugen.
In Irland gab es bis in die 1960er Jahre hinein Krebserkrankungen, die durch die Hitze von Torf-Öfen induziert wurden.
In einer epidemiologischen Studie aus dem Iran konnte ein eindeutiger Zusammenhang zwischen dem Konsum von sehr heißem Tee (>70 °C) und dem Auftreten von Speiseröhrenkrebs festgestellt werden. Die Provinz Golestan hat weltweit eine der höchsten Erkrankungsraten an Speiseröhrenkrebs.
Eine diskutierte mögliche Ursache für die kanzerogene Wirkung sind die chronischen Irritationen und Entzündungen der Mucosa der Speiseröhre.
Andere Studien, beispielsweise aus Südamerika, kommen zu ähnlichen Ergebnissen.
Die Hitze ist in den genannten Fällen gerade noch erträglich. Es entstehen keine Verbrennungen. Dies ist der wesentliche Unterschied zum Brandnarbenkarzinom, das sich aus Brandnarben heraus entwickelt.